# Spinocalanus abruptus
Spinocalanus abruptus är en kräftdjursart som beskrevs av K.R.E. Grice och Hulsemann 1965. Spinocalanus abruptus ingår i släktet Spinocalanus och familjen Spinocalanidae. Inga underarter finns listade i Catalogue of Life.